# Mae Schunk
Mae A. Schunk (* 21. Mai 1934 in Greenwood, Wisconsin) ist eine US-amerikanische Politikerin. Zwischen 1999 und 2003 war sie Vizegouverneurin des Bundesstaates Minnesota.

## Werdegang
Mae Schunk wurde als Mae Gasparac geboren. Nach ihrer Schulzeit und einem Studium an der University of Wisconsin in Eau Claire begann sie selbst im Schuldienst zu arbeiten. 37 Jahre lang war sie als Lehrerin tätig. In den 1990er Jahren wurde sie Mitglied der neuen Reform Party, die von Ross Perot gegründet worden war. 1998 wurde sie an der Seite von Jesse Ventura zur Vizegouverneurin von Minnesota gewählt. Dieses Amt bekleidete sie zwischen 1999 und 2003. Dabei war sie Stellvertreterin des Gouverneurs. Sie war bundesweit die erste Person der Reform Party, die in das Amt eines Vizegouverneurs gewählt wurde. Mae Schunk ist verheiratet und hat einen Sohn.